# Грб Рогаланда
Грб Рогаланда је званични симбол норвешког округа Рогаланд. Грб је званично одобрен краљевском резолуцијом од 11. јануара 1974. године.

## Опис грба
Грб је представљен зашиљеним сребреним крстом на плавој подлози. 
Грб је заснован на најстаријем националном споменику Норвешке, каменом крсту подигнутом у знак сећања на Ерлинга Скјалгсона у Соли након његове смрти 1028. године. Тај камени крст је сада у музеју у Ставангеру. Слични симболи са оваквим крстом су били веома чести у Норвешкој све до 14. века. 
Ерлинг Скјалгсон је био веома важан политички лидер крајем 10. и почетком 11. века у данашњој Норвешкој.